# David W. Bebbington
David William Bebbington (* 25. července 1949 Nottingham, Anglie) je britský baptistický historik, profesor dějin na univerzitě ve Stirling (Skotsko) a hostující profesor dějin na univerzitě Baylor (Waco, Texas). Specializuje se na historii protestantismu, specificky na jeho evangelikální odnož a dále na dějiny baptistického hnutí. Ve světě je uznáván pro dnes široce používanou definici evangelikalismu, kterou poprvé formuloval v knize Evangelicalism in Modern Britain: A History from the 1730s to the 1980s, vydané v roce 1989.

## Dílo
výběr
- Evangelicalism in Modern Britain: A History from the 1730s to the 1980s, London: Routledge, 1989.
- Baptists Through the Centuries: A History of a Global People, Baylor: Baylor University Press, 2010.
- Evangelicalism and Fundamentalism in the United Kingdom during the Twentieth Century, Oxford: Oxford University Press, 2013.
- Baptists Through the Centuries: A History of a Global People, Baylor: Baylor University Press, 2018, 2. rozšířené vydání.